# Volo First Air 6560
Il volo First Air 6560 era un volo charter nazionale canadese con partenza dall'aeroporto di Yellowknife e destinazione all'aeroporto di Resolute Bay. Il 20 agosto 2011, il Boeing 737-200 che operava il volo si schiantò in fase di atterraggio vicino a Resolute. Delle quindici persone a bordo, undici passeggeri e quattro membri dell'equipaggio, dodici morirono e le restanti tre rimasero ferite.

## L'aereo
Il velivolo coinvolto era un Boeing 737-210C (combi - combinato passeggeri-carico) con registrazione C-GNWN e numero di serie 21067/414. Volò per la prima volta nel maggio 1975 e venne consegnato a Wien Air Alaska lo stesso mese. Prima di passare alla First Air nel 1998, il 737 volò per Air California e American Airlines. Al momento dell'incidente, l'aereo aveva poco più di 36 anni.

## L'incidente
Il 20 agosto, il volo 6560 partì dall'aeroporto di Yellowknife alle 09:40 CDT (14:40 UTC) verso l'aeroporto di Resolute Bay con a bordo 11 passeggeri, 4 membri dell'equipaggio e varie merci nel compartimento cargo. Il comandante Blair Rutherford pilotava l'aereo, il primo ufficiale David Hare monitorava gli strumenti. Il volo doveva essere condotto conformemente alle regole del volo strumentale. I rapporti meteorologici ricevuti poco dopo il decollo indicavano un peggioramento del tempo a Resolute, ma l'equipaggio concordò sul fatto che non avrebbero dovuto deviare verso un altro aeroporto.
I piloti iniziarono la discesa e alle 11:38 virarono per allinearsi con la pista 35 dell'aeroporto di Resolute, riferendo di trovarsi a 10 miglia nautiche (19 km) dalla testata. Durante la discesa tra le nuvole, tuttavia, invece di seguire il segnale del localizzatore che conduceva alla pista, l'aereo si stabilì su un percorso approssimativamente parallelo, ad est della linea centrale della pista.
Alle 11:41, quando l'equipaggio decise di effettuare una riattaccata, il volo 6560 si schiantò al suolo, parallelamente alla pista, a circa 1 miglio nautico (1,9 km) a est, spezzandosi in tre parti. Un intenso incendio consumò gran parte della sezione centrale.
Entrambi i piloti, due assistenti di volo e otto passeggeri rimasero uccisi nell'impatto. Tre passeggeri sopravvissero, ma riportarono gravi ferite. Le operazioni di salvataggio vennero condotte dalle forze armate canadesi, che si trovavano temporaneamente a Resolute durante un'esercitazione militare; questa faceva parte dell'Operazione Nanook del 2011, che, come principale scenario di addestramento, si concentrava proprio su un grave disastro aereo.

## Le indagini
Le indagini vennero condotte dal Transportation Safety Board of Canada. Il rapporto preliminare, pubblicato il 5 gennaio 2012, classificava l'incidente come "volo controllato contro il suolo". Il rapporto accertava che, solo due secondi prima dell'impatto, l'equipaggio aveva iniziato la procedura di mancato avvicinamento.
In quel momento, i piloti avevano già terminato la checklist per l'atterraggio: gli ipersostentatori (flap) erano alla posizione di 40 gradi, cioè completamente estesi, la velocità era di 157 nodi (291 km/h) e il carrello di atterraggio era correttamente estratto e bloccato. Entrambi i motori funzionavano e producevano spinta al momento dell'impatto. Il velivolo aveva seguito il sentiero di atterraggio strumentale a causa della scarsa visibilità e le indagini rivelarono che l'ILS funzionava correttamente. Infatti, un altro velivolo era atterrato utilizzando tale sistema 20 minuti dopo l'incidente del volo 6560.
Nel marzo 2014, il TSB pubblicò il rapporto finale sull'incidente. Si era scoperto che l'equipaggio aveva deciso in ritardo di iniziare la discesa dall'altitudine di crociera, creando, rispetto alle normali operazioni, un carico di lavoro elevato. Questo influì sulle prestazioni dei piloti.
L'avvicinamento era stato interamente condotto dal pilota automatico, impostato correttamente per acquisire il segnale del localizzatore che li avrebbe portati verso la linea centrale della pista (modalità di acquisizione VOR/LOC). Tuttavia, un movimento involontario sulla barra di comando, da parte del comandante durante la virata finale, di avvicinamento aveva causato la disattivazione della modalità VOR/LOC e il ripristino della modalità di mantenimento della rotta corrente, con conseguente virata verso destra (est) rispetto alla pista.
La deviazione era stata mostrata correttamente dal localizzatore di bordo. Ciò nonostante, per motivi indeterminati, il sistema di bussole del Boeing 737 era stato impostato in modo errato durante la discesa. Mostrava una direzione errata di 8° più a sinistra e, durante l'errore nell'avvicinamento, era aumentata ulteriormente fino a 17°, dando al comandante l'impressione che l'aereo stesse proseguendo verso la linea centrale della pista, nonostante fosse ben lontano.
Il jet infatti stava volando all'incirca parallelamente alla pista, e un vento proveniente da sud-ovest lo stava spingendo ancora più a est. Sotto un carico di lavoro notevolmente aumentato, nessuno dei due piloti aveva notato la parziale disattivazione dell'autopilota. Il primo ufficiale era consapevole che l'aereo era fuori rotta sulla destra e che si stava dirigendo verso la collina a est dell'aeroporto. Tentò più volte di avvertire il comandante, ma in un modo che non riuscì a trasmettere l'urgenza della situazione e a far cambiare le decisioni del collega. Dopo l'emissione di un avviso di "sink rate" da parte del sistema di allarme di prossimità al suolo, il comandante ordinò una riattaccata, ma la distanza dal terreno era insufficiente per evitare la collisione.
La relazione impose alla compagnia aerea e all'agenzia di controllo sull'aviazione civile di standardizzare e migliorare la comunicazione e cooperazione fra i membri dell'equipaggio, la cui assenza era stata una tra le cause dell'incidente.
Nello specifico, viene di seguito riportata la cronologia delle azioni che portarono all'incidente:
1. L'inizio tardivo e la successiva gestione della discesa portarono l'aeromobile ad effettuare l'ultima virata 600 piedi (180 m) sopra al sentiero di discesa effettivo, aumentando il carico di lavoro dell'equipaggio e riducendo la sua capacità di risolvere i problemi di navigazione durante il resto dell'avvicinamento.
2. Quando il sistema di bussole dell'aereo fu settato all'inizio della discesa, questo era sfasato di 8° sulla sinistra. Per ragioni indeterminate, durante l'avvicinamento questo errore raggiunse i 17°.
3. Mentre il velivolo stava terminando la virata finale verso la pista, il pilota mosse inavvertitamente la barra di comando; ciò causò il disinserimento della modalità "VOR/LOC" e l'attivazione della modalità "mantieni la rotta". Questo cambiamento non fu notato dall'equipaggio.
4. Appena dopo la virata, a causa dell'errore delle bussole, la rotta indicata era di 346°, quando in realtà sarebbe dovuta essere 330°. Il vento spinse ulteriormente l'aereo verso destra.
5. Il carico di lavoro aumentò mentre i piloti cercavano di capire e risolvere le ambiguità di rotta e l'angolo di intercettazione, che erano differenti da quello che si aspettavano.
6. Non rilevati dai piloti, mentre si trovavano 2,5° a destra del localizzatore, i controlli di volo tornarono nella modalità "AUTO APP"; questo face rollare l'aereo alla rotta (errata) selezionata invece di farlo agganciare al localizzatore.
7. Divergenze tra l'equipaggio peggiorarono l'abilità nel risolvere i problemi di navigazione. I settaggi dell'aereo fecero credere al Comandante di essere sull'angolo di intercettazione giusto per poter tornare sulla rotta prefissata.
8. L'attenzione posta alle divergenze di navigazione ritardò le procedure di atterraggio. Questo problema aumentò il carico di lavoro nella cabina di pilotaggio.
9. Il Primo Ufficiale fece notare al Comandante che stavano deviando rispetto all'effettiva posizione del localizzatore. In assenza di una fraseologia standard per questa situazione, il copilota dovette improvvisare un'indicazione di riattaccata. Nonostante l'istruzione fosse corretta, il comandante decise di continuare l'avvicinamento.
10. L'equipaggio non mantenne una corretta condivisione delle informazioni. Mentre l'avvicinamento continuava, i piloti non comunicarono tra di loro riguardo alle loro percezioni, alle loro comprensioni e allo stato dell'aeromobile.
11. Nonostante il regolamento della compagnia imponesse di effettuare una riattaccata in caso di avvicinamento instabile al di sotto dei 1 000 piedi (300 m), i piloti non la effettuarono.
12. Il Comandante non interpretò correttamente l'affermazione del copilota "3 miglia e non configurati", che era un invito ad effettuare una riattaccata. Il comandante continuò l'avvicinamento e proseguì a preparare l'aereo per l'atterraggio.
13. Il Primo Ufficiale era saturo di lavoro e non aveva né il tempo necessario né le capacità cognitive per sviluppare e portare avanti una strategia di comunicazione efficace per far cambiare le decisioni al comandante.
14. A causa del carico di lavoro eccessivo, il Comandante non aveva una chiara visione della situazione nel suo complesso. Questo compromise la sua capacità di comprendere e gestire il pericolo.
15. L'equipaggio iniziò un go-around dopo il messaggio di "sink rate" da parte del GPWS, ma l'altitudine era insufficiente per eseguire la manovra senza colpire il terreno.
16. Il Primo Ufficiale tentò molte volte di comunicare le sue preoccupazioni e di far iniziare una riattaccata. Al di fuori della "two-communication rule" non erano fornite regole nel caso in cui il pilota, pur rispondendo, continuò ad eseguire manovre pericolose. In assenza di procedure nelle quali un Primo Ufficiale potesse prendere il controllo dell'aereo, il copilota si sentì inibito.
17. La gestione delle risorse dell'equipaggio fu inefficace. L'addestramento da parte di First Air non aveva fornito strategie pratiche per aiutare nel processo decisionale, nella risoluzione dei problemi e nella gestione del carico di lavoro.
18. L'adattamento delle procedure operative standard sul volo First Air 6560 risultò in un'insufficiente comunicazione tra i piloti che intensificò il carico lavorativo fino a saturarlo, facendo sì che entrambi non si rendessero conto di cosa stava succedendo.

## Nella cultura di massa
L'incidente del volo First Air 6560 è stato analizzato nella decima puntata "Morte nell'Artico" della quattordicesima stagione del documentario Indagini ad alta quota trasmesso da National Geographic Channel.